# Капувар
Капувар (венг. Kapuvár) — город в медье Дьёр-Мошон-Шопрон в Венгрии. Город расположен на краю национального парка Фертё-Ханшаг на реке Киш-Раба, в 10 км к югу от границы с Австрией, между Шопроном и Дьёром.
Население — 10 684 человека (2001). Площадь города — 96,05 км². Плотность населения — 111,23 чел./км².
Город Капувар, как и вся Венгрия, находится в часовом поясе, обозначаемом по международному стандарту как Central European Time (CET). Смещение относительно UTC составляет +1:00 (CET, зимнее время) / +2:00 (CEST, летнее время), так как в этом часовом поясе действует переход на летнее время.
Почтовый индекс — 9330. Телефонный код — (+36)96.

## История
В районе Капувара найдены следы поселений иллирийцев, римлян и аваров. После прихода венгров Капувар стал западными воротами Королевства Венгрия. Название места связано с терминами «ворота» и «замок» (vár). Первое письменное упоминание датировано 1162 годом. Король Сигизмунд в 1387 году пожаловал это местечко роду Канисаи в благодарность за поддержку. В 1532 году Капувар перешёл к роду Надашди. В 1558 году посёлок получил право рыночной торговли, крепость была усилена из-за турецкой угрозы. Но несмотря на это, в 1594 году крепость ненадолго была захвачена Османской империей.
В 1681 году Капувар перешёл во владение Эстерхази. В ходе национально-освободительной войны начала XVIII века крепость была разрушена повстанцами, впоследствии на её месте был построен замок Эстерхази. Экономический бум середины XIX века затронул и Капувар — в центре было построено несколько представительных зданий.
В 1901 году здесь было 6642 жителя. В 1969 году Капувар получил статус города.

## Население
| Год  | Численность | Численность |
| ---- | ----------- | ----------- |
| 2013 | 10 498      | [ 6 ]       |
| 2014 | 10 448      | [ 7 ]       |
| 2018 | 10 281      | [ 8 ]       |
| 2022 | 9959        | [ 9 ]       |
| 2023 | 9953        | [ 10 ]      |
| 2024 | 10 024      | [ 1 ]       |

## Города-побратимы
- Андау, Австрия
- Дембица, Польша
- Хрубешув, Польша (16 сентября 2017)[11][12]

## Галерея
- Католическая церковь св. Анны
- Дворец Эстерхази